# 芎林庄
芎林庄，為1920年－1945年間存在之行政區，轄屬新竹州竹東郡。今新竹縣芎林鄉。

## 街原名
原屬竹北一堡之鹿藔坑庄、山猪湖庄、王爺坑庄、倒別牛庄、石壁潭庄、九芎林庄、中坑庄、水坑、上山庄、崁下庄、柯仔林庄、下山庄
- 九芎林改稱芎林[1]

## 行政區劃
芎林庄轄域內分為鹿寮坑、山豬湖、王爺坑、倒別牛、石壁潭、芎林、中坑、水坑、上山、崁下、柯子林、下山十二個大字。
1936年當時人口數10982人。
- 芎林大字下有「芎林」、「高梘頭」小字名
- 下山大字下有「下山」、「五座屋」小字名
- 倒別牛大字下有「倒別牛」、「燥坑」、「五股林」小字名
- 中坑大字下有「中坑」、「赤柯寮」小字名[2]